# Koprivec
Koprivec je priimek v Sloveniji, ki ga je po podatkih Statističnega urada Republike Slovenije na dan 1. januarja 2010 uporabljalo 422  oseb.

## Znani nosilci priimka
- Ignac Koprivec (1907–1980), pisatelj
- Jan Koprivec (*1988), nogometaš
- Mila Katić (r. Koprivec) (1888–1963), hrvaška plesna pedagoginja in koreografinja v Splitu
- Sašo Kopivec (*1966?), slikar, likovni pedagog, rock glasbenik (Kočevje)
- Tjaša Koprivec Vuga (*1984), pesnica, urednica, pravljičarka, radijska voditeljica, tudi literarnih večerov, konferenc in predstavitev
- Žan Koprivec Perjet, pevec in tekstopisec skupine Yoko Nono